# Hryhorij Wul
Hryhorij Semenowycz Wul, ukr. Григорій Семенович Вуль, ros. Григорий Семёнович Вуль, Grigorij Siemionowicz Wul (ur. 25 kwietnia 1937 w Gorłówce, w obwodzie donieckim, Ukraińska SRR, zm. 7 czerwca 2013 w Zaporożu, Ukraina) – ukraiński piłkarz, grający na pozycji obrońcy lub pomocnika, trener piłkarski.

## Kariera piłkarska
W 1957 rozpoczął karierę piłkarską w zespole amatorskim Burewisnyk Melitopol. W 1959 został zaproszony do pierwszoligowego Metałurha Zaporoże, w którym występował ponad 10 lat. Rozegrał 380 oficjalnych meczów i strzelił 7 goli. W 1969 zakończył karierę piłkarza.

## Kariera trenerska
Po zakończeniu kariery piłkarskiej rozpoczął pracę szkoleniowca. W 1972 dołączył do sztabu szkoleniowego Metałurha Zaporoże, gdzie najpierw pomagał trenować piłkarzy, a w 1974 stał na czele klubu. Od 1975 do 1977 pracował w klubie na stanowisku dyrektora technicznego. Potem z przerwą w latach 1984-1987, związaną z prowadzeniem Torpeda Zaporoże, pracował z dziećmi w Szkole Sportowej Metałurh Zaporoże. W 1992 powrócił do sztabu trenerskiego Metałurha Zaporoże. Najpierw pomagał trenować, a latem 1993 objął stanowisko dyrektora technicznego. Kiedy został zwolniony Jānis Skredelis od października do końca roku 1993 pełnił również funkcje głównego trenera Metałurha. Od 1994 roku pracował jako dyrektor wykonawczy klubu koszykówki Kozaczka-ZAlK Zaporoże.
7 czerwca 2013 zmarł w Zaporożu w wieku 77 lat.

## Sukcesy i odznaczenia

### Sukcesy piłkarskie
Metałurh Zaporoże
- mistrz Ukraińskiej SRR: 1960

### Odznaczenia
- tytuł Mistrza Sportu ZSRR